# 全城通緝
《全城通緝》（英語：The Boundary）（曾用名:邊緣綫），是一部於2014年拍攝的懸疑推理電影。影片劇本取材自銀都傳媒旗下中國推理雜誌《最推理》。並於2014年3月18日開機拍攝，4月拍摄完成。本片亦是韓國女星秋瓷炫第一部中國拍攝的電影。

而經常出演功夫場面的演員趙文卓在此電影中，並沒有武打戲份。

## 劇情
唐越为寻找失踪的未婚妻，历经波折，生活轨迹发生了巨大变化。为找寻真相，他发现自己似乎陷入了一个谜局。银行高層邵云峰失去了心爱的人，生活历练让他愈加沉稳深邃，事业取得巨大成就，但白晓若的出现让他的生活起了涟漪。

## 演員表
| 演員     | 角色   | 備註       |
| 劉燁     | 唐越   |            |
| 趙文卓   | 邵雲峰 |            |
| 秋瓷炫   | 林嵐   | 邵妻       |
| 吳佩柔   | 徐雅   | 唐妻       |
| '        | 白曉芸 | 白氏集團   |
| 古力娜扎 | 邵雨   | 假扮白曉若 |
| 輝燦     | 方勤   |            |
| 馬浴柯   | 林子熊 |            |

## 創作
2014年3月18日於湖北武漢開拍，全程在武漢取景。

## 外部連結
- 《邊緣綫》新浪微博
- 豆瓣电影上《全城通緝》的資料 （简体中文）
- 时光网上《全城通緝》的資料（简体中文）
- 时光网上《全城通緝》的資料（简体中文）
- 互联网电影数据库（IMDb）上《全城通緝》的资料（英文）